# Осипенківський мікрорайон (Запоріжжя)
Осипéнківський мікрорайóн — житловий масив на правому березі річки Дніпро у Дніпровському районі міста Запоріжжя, один з віддаленних житлових масивів у західній частині від центру міста. У східній частині мікрорайону тече річка Верхня Хортиця.

## Історія
Осипенківський мікрорайон утворений, як адміністративна одиниця у 1970-х роках, який отримав назву на честь радянської льотчиці українського походження, однієї з найперших жінок, якій присвоєно звання Героя Радянського Союзу у 1938 році Поліни Осипенко. Вона народилася у 1907 року в селі Новоспасівка (нині — село Осипенко Бердянського району Запорізької області). У багатодітній сім'ї була дев'ятою дитиною: коштів не вистачало, тому дівчинка працювала з дитинства. В юності Поліна почала мріяти про «небо» і дуже хотіла стати пілотом. Через кілька років її мрія збулася. У 1936 році Поліна піднялася на висоту 9100 метрів. Так високо на той час не піднімалася жодна жінка у світі. Осипенко продовжувала вдосконалюватися і у 1938 році над усією країною пролетів літак «АНТ-37» під назвою «Батьківщина». На борту було троє дівчат, серед яких Поліна Осипенко. Літак пролетів понад 6 тисяч км та, незважаючи на жорстку посадку, екіпаж виконав завдання керівництва. Того ж року дівчата отримали звання Героя Радянського Союзу. Менше ніж через рік майор авіації Поліна Осипенко загинула в авікатастрофі. Обставини тієї трагедії досі невідомі.

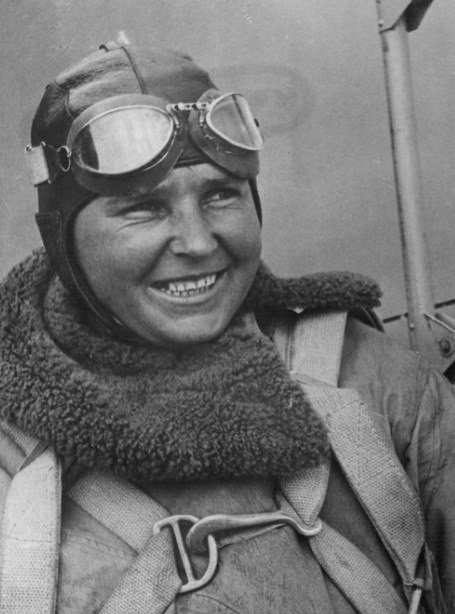
Одна з найперших жінок, якій присвоєно звання Героя Радянського Союзу Поліна Осипенко

У мікрорайоні багатоповерхівки сусідствують з численними приватними будинками. Народна назва мікрорайону — «Осипок».
У 1979 році побудована тролейбусна лінія до Осипенківського мікрорайону з відкриттям маршрутів № 11 та № 12. 12 липня 1982 року відкрито маршрут № 16 «Вокзал Запоріжжя II — Вулиця Руставі» (пізніше подовжено маршрут до Арматурного заводу, траса якого пролягла через острів Хортиця.
У 1993 року до Осипенківського мікрорайону був відкритий ще один тролейбусний маршрут № 19 від річкового порту до кінцевої зупинки «Арматурний завод», який був скасований у травні 2000 року через нерентабільність та нестачу рухомого складу, натомість через острів Хортиця почали курсувати тролейбуси маршруту № 24 «Вокзал Запоріжжя II — Арматурний завод».
Восени 2001 року припинено рух автотранспорту, в т. ч. і тролейбусів, Арковим мостом через його аварійний стан. Маршрут № 24 було закрито, контактну мережу вулицею Сергія Тюленіна (нині — вул. Величара), на I мості Преображенського, острові Хортиця, Арковому мості та вулицею Таганською (з 18 липня 2023 року — вул. Антона Незоли) демонтовано через загрозу її розкрадання. Арковий міст було відкрито після ремонту у червні 2003 року, поновлення тролейбусного сполучення було визнано недоцільним через недостатній пасажиропотік та необхідність значних витрат на відновлення контактної мережі.
У мікрорайоні є своєрідна пам'ятка на її честь: на пеньку загиблого дерева у вересні 2015 року один з місцевих мешканців вирізав з дерева силует Поліни Осипенко. 
З 20 грудня 2017 року відкритий муніципальний автобусний маршрут № 17 «Арматурний завод — Вокзал Запоріжжя I». 26 квітня 2019 року маршрут № 17 подовжений до 3-го Південного мікрорайону (кінцева зупинка на проспекті Героїв Національної гвардії України).

## Громадський транспорт
До Осипенківського мікрорайону є можливість дістатися міським громадським транспортом без пересадок до центра міста, Бородінського, Космічного, Південного мікрорайонів та Хортицького району:
- тролейбус № 11;
- автобуси та маршрутні таксі № 17, 61, 66, 67, 76, 82, 95.

## Зв'язок
У мікрорайоні розташоване відділення поштового зв'язку «Укрпошти» № 93 (вул. Зестафонська, 18).

## Навчальні заклади та соціальна сфера
На території мікрорайону розташовані заклади освіти та соціальної сфери:
- Загальноосвітня школа І—ІІІ ступенів № 29 Запорізької міської ради  (вул. Академіка Александрова, 7)[10];
- Бібліотека-філія для дорослого населення № 1 імені Поліни Осипенко (вул. Академіка Александрова, 11);
- Комунальний заклад «Запорізький обласний центр соціально-психологічної реабілітації дітей» Запорізької обласної ради (вул. Узбекистанська, 13)
- Запорізький обласний притулок для неповнолітніх (вул. Узбекистанська, 3-А).

З метою організації відпочинку дітей в Осипенківському районі функціонують дитячо-юнацькі клуби, спортивні та дитячі майданчики.

## Торгівля та банківські послуги
Торгівля забезпечується супермаркетами торгових мереж «АТБ-Маркет», «Сільпо», чисельними дрібними крамницями, Осипенківським ринком.
Діють філії банків «Ощадбанк», «ПриватБанк», «Укрсиббанк» «Райффайзен Банк», фінансова організація «ЗапоріжЗв'язокСервіс» тощо.